# Isla del Gran Rouveau
Isla del Gran Rouveau (en francés: Île du Grand Rouveau) es una isla parte del archipiélago de Embiez, en la costa mediterránea de Francia.
Se encuentra al oeste de la Isla Grande de Embiez frente a la ciudad de Six-Fours-les-Plages en el departamento de Var.
La isla del Gran Rouveau mantiene la fauna y la flora protegidas. Este es un gran lugar para el buceo. No existe un servicio regular que llegue a la isla.